# Tephrocactus recurvatus
Tephrocactus recurvatus és una espècie de planta fanerògama que pertany a la família de les cactàcies (Cactaceae).

## Descripció
Tephrocactus recurvatus forma coixins compactes, lleugerament a fortament boteruts, amb diàmetres de fins a 30 cm. Les seccions de les tiges són de color blau grisenc verdós, obtusament ovoides a una mica esfèriques i molt irregulars, fan una llargada de 2 a 3 cm i fan un diàmetre d'1,8 a 3 cm. Les arèoles rodones estan profundament enfonsades a les seccions de les tiges i estan amplament cobertes de glòquidis blancs. D'ells en sorgeixen de dos a sis espines de color gris clar, irregularment corbats i retorçats, amb prou feines perforants i de superfície rugosa, de 2 a 5 cm de llarg.
Les flors són blanques i estan tenyides de porpra cap a les seves puntes i fan uns 3 cm de llarg. El seu pericarpel en forma d'embut està cobert de diverses arèoles que porten d'una a dues (rarament fins a quatre) espines robustes de fins a 1,2 cm de llarg. Els fruits en forma de càntir de color marró clar no s'obren i s'assequen. Assoleixen una llargada d'uns 2 cm i un diàmetre d'1,5 cm.

## Distribució i hàbitat
Tephrocactus recurvatus està molt estès a la província argentina de San Juan a altituds de 850 a 2350 metres i creix en zones rocoses i muntanyoses.

## Taxonomia
Tephrocactus recurvatus va ser descrita per (Gilmer & H.P.Thomas) D.R.Hunt & Ritz i publicat a Cactaceae Syst. Init. 25: 27, a l'any 2011.

Etimologia.
Tephrocactus: nom genèric que deriva de les paraules gregues: tephra, "cendra", referint-se al color de la planta) i cactus per la família.
recurvatus: epítet llatí que significa "corbat cap enrere".
Sinonímia
Els següents noms són sinònim de Tephrocactus alexanderi:
- Cumulopuntia recurvata Gilmer & H.P.Thomas in Kakteen And. Sukk. 52: 91 (2001)
- Maihueniopsis recurvata (Gilmer & H.P.Thomas) R.Kiesling in Fl. San Juan 2: 175 (2003)